# تشارلز نابليون مور
تشارلز نابليون مور (بالإنجليزية: Charles Napoleon Moore)‏ هو رياضياتي أمريكي، ولد في 1882، وتوفي في 1967.